# O'G3NE
O'G3NE, tidigare Lisa, Amy & Shelley, är en nederländsk grupp. Gruppen består av systrarna Lisa, Amy och Shelley Vol (de sistnämnda är tvåäggstvillingar). År 2007 representerade de, under namnet Lisa, Amy & Shelley, Nederländerna i Junior Eurovision Song Contest 2007 i Rotterdam med låten "Adem in, adem uit", där de slutade på en elfteplats. 
Den 19 december 2014 så vann de den femte säsongen av den nederländska versionen av musiktävlingen The Voice, och fick därmed ett kontrakt med EMI. De blev därmed den första trion att vinna hela tävlingen av alla internationella versioner. 
Den 26 oktober 2016 så stod det klart att de skulle representera Nederländerna i Eurovision Song Contest 2017 i Kiev. De tävlade med låten "Lights and Shadows" och kom till finalen, där de hamnade på 11:e plats med 150 poäng.